# 泉自然公園
泉自然公園（いずみしぜんこうえん）は、千葉県千葉市若葉区にある都市公園（風致公園）。公園の大部分が東千葉近郊緑地特別保全地区に含まれ、公園の敷地の約7割が樹林地である。日本さくら名所100選に選定されている。

## 概要
1969年（昭和44年）に風致公園として開園。千葉市中心部から東南東に11キロメートルほどの場所に位置し、面積42.5ヘクタールという広大な公園となっている。北総台地（下総）がつくりだす起伏に富んだ地形を活かしており、公園の大半が東千葉近郊緑地特別保全地区に指定され、貴重な自然が保たれている。
園内には梅林、カタクリ自生地、桜咲くお花見広場、ヤマツツジの咲く芝生広場、ハナショウブ（約6000株）を植栽する菖蒲田、漁山紅蓮などの花ハスが咲く蓮池、花木の広場、もみじ谷等があり、四季の花や紅葉が楽しめる。カタクリ、イチリンソウ、ニリンソウ、イカリソウなど貴重な野草も咲く。

## 主な施設

### お花見広場
お花見広場は、約8,600平方メートルの敷地に様々なサクラが咲き誇る広場で、宮内庁下総御料牧場から譲り受けたサクラ約100本をはじめ、ソメイヨシノを主体にシダレザクラやカンヒザクラなど約100本を栽培している。また、一般の桜と違って多数の小花をつけるウワミズザクラの大木がある。

### 花木の広場
花木の広場は、約6,900平方メートルの敷地に四季を通じて花が楽しめるように季節を代表する花木を栽培している。
代表的な花木としてロウバイ、ボケ、コブシ、ヒュウガミズキ、ヤマブキ、リキュウバイ、ハナモモ、ハナズオウ、コデマリ、オオデマリ、バイカウツギ、ヤマボウシ、ビョウヤナギ、キンシバイ、クチナシ、ムクゲ、サルスベリなどが鑑賞できる。

### いずみ橋
いずみ橋は、上の池と中の池の間に架かる支間64.4メートル、有効幅員3メートルの吊橋で、形式は単径間2ヒンジ補剛桁吊橋である。
駐車場と草原・花木の広場など公園の中心部を結ぶ主要園路の一部となっている。公園内の良好な眺望場所であり、春の新緑と秋の紅葉は絶景となっている。また、池越しに見る吊橋は谷の景観の良いアクセントにもなっている。

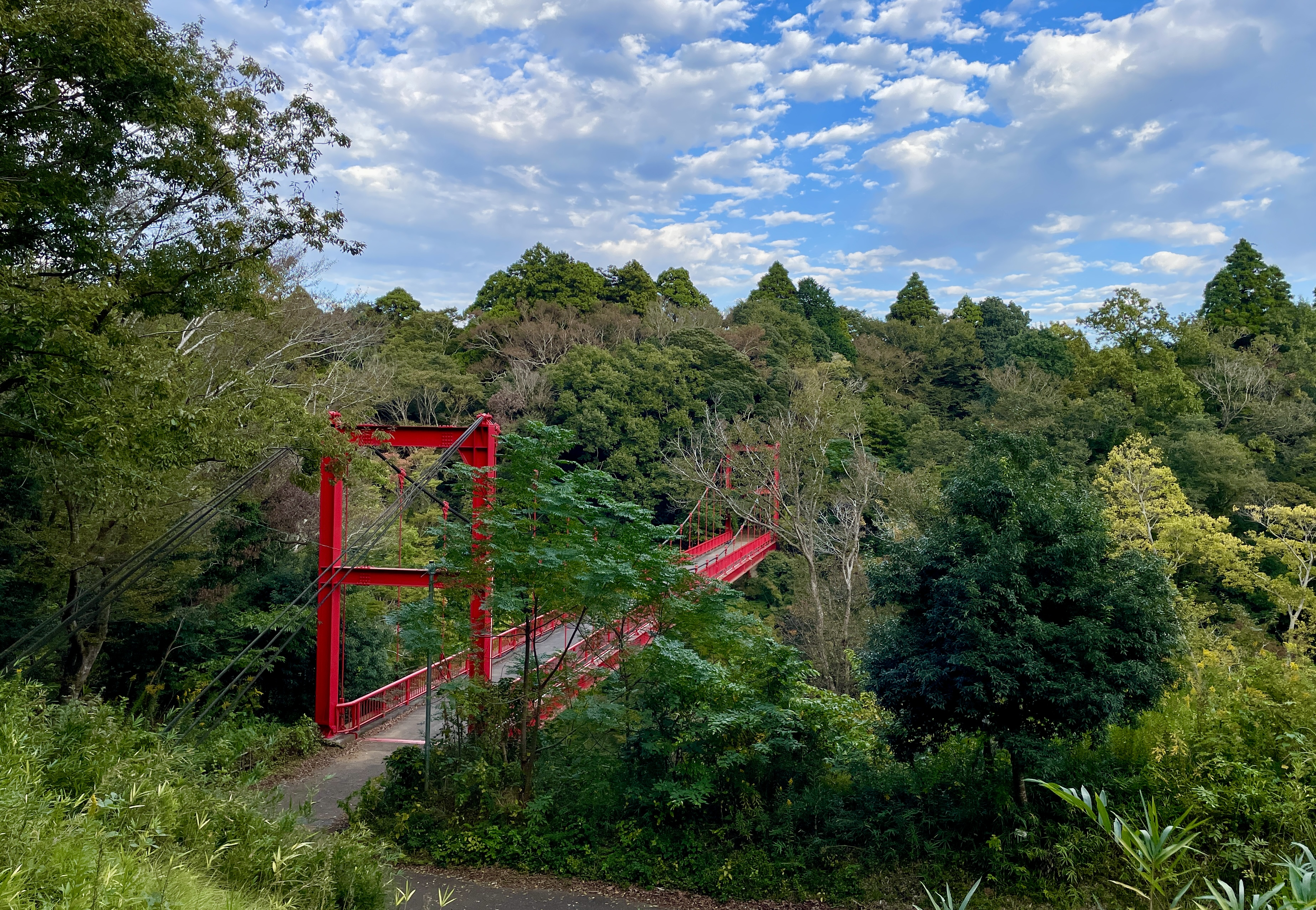
新緑のいずみ橋
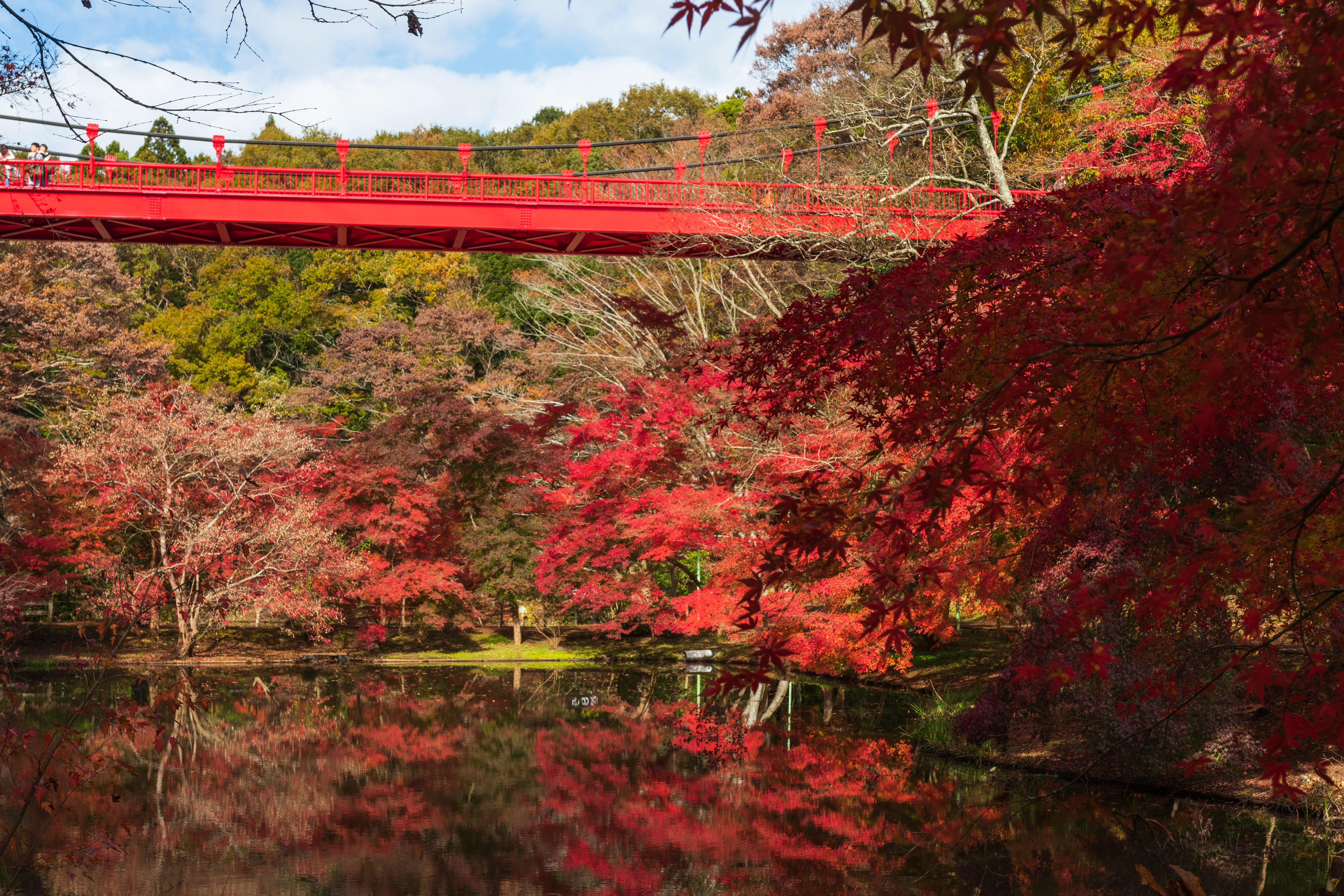
紅葉時期のいずみ橋

## 植物展示

### 湿生植物園
湿生植物園（しっしょうしょくぶつえん）は、面積約1,400平方メートルの湿地と池からなり、水辺の環境で生育する植物を栽培している。
春から秋にかけて様々な湿生植物と水生植物が観察できる。
- 「湿生植物」ミソハギ、セリ、ハンゲショウ、カキツバタ、キショウブ等
- 「抽水植物」ミツガシワ、コウホネ、フトイ、ミクリ、ヒメガマ、マコモ、ヨシ等
- 「浮葉植物」アサザ、スイレン等

### 野草園
野草園（やそうえん）は、泉自然公園が開園して約10年後の1979年度（昭和54年）末に、いずみ地域に自生する野草を集約して1か所に展示する目的で造られた。
近年では1999年（平成11年）に「千葉の自然に親しむ会」との協働によって再整備計画を立案し、整備に着手した。平成12 - 14年の3カ年で第1工区及び第2工区の整備を完了、平成15年 - 17年の3か年で第1 - 2工区の充実、第3工区の整備を行った。以降、野草園の管理を「千葉の自然に親しむ会」が行い現在に至る。代表的な野草としてカタクリ、イチリンソウ、ホタルカズラ、カザグルマ、ヤマユリ、ヤマホトトギス等が鑑賞できる。

## 施設情報
基本情報
| 施設名   | 泉自然公園                             |
| 所在地   | 〒265-0053 千葉県千葉市若葉区野呂町108 |
| 電話番号 | 043-306-0101(若葉公園緑地事務所)       |
| 駐車場   | あり（有料）                           |

## 交通

### 公共交通機関
鉄道
- 誉田駅（JR外房線）下車、徒歩約40分

バス
- ちばフラワーバス
  - 「千葉線」：千葉駅東口 - 鶴沢小学校 - 加曽利 - 大草 - いずみ台ローズタウン - 宮田 - 泉公園入口 - 中野操車場

### 自動車
高速道路
- 千葉東金道路高田インターチェンジ

一般道路
- 国道126号（東金街道）「高田インター入口」の信号を右折

駐車場
- 園内駐車場完備（有料）